# Atrofia cerebrale
Per atrofia cerebrale si intende una riduzione del numero di neuroni a livello dell'encefalo, e conseguentemente del volume cerebrale. Tale riduzione può riguardare l'intero encefalo, determinando una riduzione simmetrica, oppure un'area specifica, dando sintomi specifici a seconda della zona interessata ed una riduzione asimmetrica.
Si tratta di una condizione tipica di alcune patologie neurodegenerative, come il morbo di Alzheimer, anche se in buona parte nella popolazione anziana è comunque normalmente riscontrabile una fisiologica riduzione del volume cerebrale ricollegabile all'avanzare dell'età, più o meno accentuata.

## Eziologia
Al di là della fisiologica riduzione del volume cerebrale negli individui anziani, l'atrofia cerebrale può avere una serie di cause patologiche:
- varie tipologie di demenze, come la demenza senile, la demenza vascolare[2] e la demenza da corpi di Lewy[1];
- malattia di Alzheimer[1][4][5][6];
- morbo di Parkinson[2];
- paralisi cerebrale infantile[7][8];
- malattia di Huntington[9];
- disturbi psichiatrici, come schizofrenia e disturbo bipolare[10];
- sclerosi multipla[11][12][13];
- encefalite[14];
- neurosifilide[2];
- malattie legate a prioni, come la Creutzfeld-Jakob[2];
- ictus[15][16];
- alcolismo[2][17][18];
- HIV[2][3].

## Sintomi
L'atrofia generalizzata dà tipicamente sintomi di natura psichiatrica, come demenza, amnesie, afasia, irritabilità, crisi epilettiche.
Per quanto riguarda le lesioni focali, i sintomi associati ad atrofia cerebrale dipendono dalla zona di interesse.

## Diagnosi
La diagnosi viene effettuata tramite tecniche radiologiche, come TC e risonanza magnetica, che permettono di individuare immediatamente eventuali riduzioni di volume.

## Terapia
L'atrofia cerebrale purtroppo non è generalmente regredibile, mentre è possibile ritardarne lo sviluppo tramite modifiche allo stile di vita e terapie mirate.
Nella atrofia cerebrale legata a dipendenza alcolica è stato dimostrato tuttavia che la sospensione dell'assunzione di alcol può permettere una regressione dell'atrofia.